# Mistrzostwa Europy w Wędkarstwie Muchowym (2003)
IX Mistrzostwa Europy w Wędkarstwie Muchowym – mistrzostwa Europy w wędkarstwie muchowym, które odbyły się w dniach 8-12 września 2003 na wyspie Islay (Szkocja).
Impreza została zorganizowana przez Narodowy Związek Szkockich Wędkarzy (SANA) oraz destylarnię Morrison Bowmore we współpracy z Fips Mouche. Do rywalizacji zarejestrowano piętnaście drużyn. Zawody rozgrywane były w trudnych warunkach atmosferycznych na czterech jeziorach w pięciu sektorach. Były to następujące akweny:
- Loch Ballygrant (tylko tu odbyło się wędkowanie z łodzi),
- Loch Finlaggan,
- Loch Kinnabus,
- Loch Gorm (dwa sektory)[1].

Jedyną rybą zaliczaną do punktacji był dziki pstrąg potokowy o wymiarze ochronnym 20 cm.

## Wyniki
Wyniki indywidualne:
- 1. miejsce:  Antoni Tondera, Polska,
- 2. miejsce:  Derick Logan, Szkocja,
- 3. miejsce:  William Fulton, Szkocja,
- 4. miejsce:  Stephan Vincent, Francja,
- 5. miejsce:  Jaroslav Barton, Czechy,
- 6. miejsce:  Stefano de Martini, Włochy,
- 7. miejsce:  Marek Walczyk, Polska,
- 8. miejsce:  Józef Lach, Polska,
- 14. miejsce:  Kazimierz Szymala, Polska,
- 54. miejsce:  Piotr Konieczny, Polska[1].

Wyniki zespołowe:
- 1. miejsce:  Polska,
- 2. miejsce:  Szkocja,
- 3. miejsce:  Anglia,
- 4. miejsce:  Włochy,
- 5. miejsce:  Francja,
- 6. miejsce:  Belgia[1].